# Фоглер, Рюдигер
Рюдигер Фоглер (нем. Rüdiger Vogler, в другой, неправильной, транскрипции — Рудигер Воглер; род. 14 мая 1942, Вартхаузен) — немецкий актёр театра и кино.

## Биография
Рюдигер Фоглер родился в Вартхаузене под Биберахом-на-Рисе. В 1963—1965 годах посещал актёрскую школу в Гейдельберге. В 1966—1969 и в 1970—1972 годах играл в «Театре у башни» (Theater am Turm) во Франкфурте-на-Майне, в частности в спектаклях Клауса Паймана по пьесам Петера Хандке.
В 1970 году Фоглер дебютировал как киноактёр в телевизионном фильме «Хроника текущих событий» (Chronik der laufenden Ereignisse) П. Хандке. В 1971 на фильме «Страх вратаря перед одиннадцатиметровым» по повести П. Хандке началось его более чем 20-летнее сотрудничество с Вимом Вендерсом. В 1973 году сыграл свою первую главную роль в фильме Вендерса «Алиса в городах».
Фоглер также снимался в популярных немецких телесериалах «Место преступления» (Tatort), «Деррик» (Derrick) и «Инспектор Кресс» (в оригинале — «Старик» нем. Der Alte).
Рюдигер Фоглер живёт в Париже и Миттельхбухе под Биберахом-на-Рисе.

## Избранная фильмография
- 1971 — Хроника текущих событий / Chronik der laufenden Ereignisse
- 1972 — Страх вратаря перед одиннадцатиметровым / Die Angst des Tormanns beim Elfmeter
- 1974 — Алиса в городах / Alice in den Städten
- 1975 — Ложное движение / Falsche Bewegung
- 1976 — С течением времени / Im Lauf der Zeit
- 1977 — Групповой портрет с дамой / Gruppenbild mit Dame
- 1981 — Свинцовые времена / Die bleierne Zeit
- 1990 — И свет во тьме светит / Il sole anche di notte
- 1991 — Когда наступит конец света / Until The End Of The World
- 1993 — Так далеко, так близко! / In weiter Ferne, so nah!
- 1994 — Лиссабонская история / Lisbon Story
- 1994 — Охота на зайцев / Hasenjagd
- 1999 — Одна за всех / Une pour toutes
- 2000 — Анатомия / Anatomie
- 2001 — Засс / Sass
- 2001 — Лео и Клер / Leo und Claire
- 2013 — Таймлесс. Рубиновая книга / Rubinrot